# Så nära Guds rike
Så nära Guds rike är en sång med text skriven 1888 av Fanny Crosby och med musik av Robert Lowry.

## Publicerad i
- Musik till Frälsningsarméns sångbok 1907 som nr 184.
- Frälsningsarméns sångbok 1929 som nr 95 under rubriken "Frälsningssånger - Inbjudning".
- Frälsningsarméns sångbok 1968 som nr 93 under rubriken "Frälsning".
- Frälsningsarméns sångbok 1990 som nr 368 under rubriken "Frälsning".